# ارزن (سرده)
ارزن (نام علمی: Panicum) نام یک سرده از تیره گندمیان است.